# Dżubb al-Hammam Sultan
Dżubb al-Hammam Sultan (arab. جب الحمام سلطان) – wieś w Syrii, w muhafazie Aleppo, w dystrykcie Manbidż. W 2004 roku liczyła 297 mieszkańców.